# Lagos (Álava)
Lagos es un despoblado que actualmente forma parte de los concejos de Arreo, del municipio de Ribera Alta y Caicedo de Yuso del municipio de Lantarón, en la provincia de Álava, País Vasco (España).

## Toponimia
A lo largo de los siglos también ha sido conocido con el nombre de Lagus.

## Localización
Estaba localizado en las inmediaciones de la Ermita de Nuestra Señora del Lago.

## Historia
Documentado desde 1025 (Reja de San Millán), formando parte de la Merindad de Osingani.
En el siglo XIII formaba parte del Arciprestazgo de la Ribera.